# Vlag van Colorado Springs

Vlag van Colorado Springs

De vlag van Colorado Springs is de officiële vlag van de stad Colorado Springs, en bestaat uit een wit veld met een blauwe rand boven, onder en boven. Aan de hijszijde staat een ruitvorm met een afbeelding van de zon die achter de bergen ondergaat, groen omrand.
De vlag werd in 1912 aan de gemeenteraad van Colorado Springs aangeboden door Caroline Spencer, die de Civic League vertegenwoordigde. Het witte veld bedoeld om de reinheid en gezondheid van de stad te vertegenwoordigen; de blauwe rand voor de blauwe luchten; het schild draagt de zon, waar ze terecht trots op zijn; de bergen staan voor Pikes Peak en daarop zijn de goudstaven van onze mijnindustrie afgebeeld; de groene band om het schild vertegenwoordigt het parksysteem dat de stad omringt.
In een overzicht uit 2004 van 150 Amerikaanse stadsvlaggen door de North American Vexillological Association stond de vlag van Colorado Springs op de negentiende plaats.